# Australina
Australina là chi thực vật có hoa trong họ Tầm ma.

## Các loài
Chi này gồm các loài:
- Australina acuminata
- Australina caffra'
- Australina capensis
- Australina diandra
- Australina flaccida